# Coeliades lucagus
Coeliades lucagus is een vlinder uit de familie van de dikkopjes (Hesperiidae). De wetenschappelijke naam van de soort is voor het eerst gepubliceerd in 1777 door Pieter Cramer.
De soort komt voor in Madagaskar, Mauritius en Réunion.